# Чемпионат России по самбо 2004
Чемпионат России по самбо 2004 года среди мужчин проходил в городе Пермь 15—18 марта.

## Медалисты
| Весовая категория | Золото                                 | Серебро                              | Бронза                                                                    |
| ----------------- | -------------------------------------- | ------------------------------------ | ------------------------------------------------------------------------- |
| до 52 кг          | Иван Селиванов Пермь                   | Схатбий Альхаов Адыгея               | Денис Черенцов Кемеровская область Руслан Антонян Краснодарский край      |
| до 57 кг          | Дамир Гильванов Кемеровская область    | Михаил Паньков                       | Дмитрий Шишкин Тульская область Тимур Галлямов Свердловская область       |
| до 62 кг          | Олег Рочев Краснокамск                 | Дмитрий Нечаев Краснокамск           | Виталий Сергеев Москва Денис Павлов Москва                                |
| до 68 кг          | Николай Ковях Тульская область         | Мурат Псеунов Адыгея                 | Алим Гаданов Кабардино-Балкария Илья Лебедев Свердловская область         |
| до 74 кг          | Руслан Сазонов Москва                  | Дмитрий Лебедев Свердловская область | Александр Шаров Нижегородская область Сергей Жарков Нижегородская область |
| до 82 кг          | Раис Рахматуллин Нижегородская область | Алексей Харитонов Пензенская область | Ульян Ракшня Омская область Павел Шкапов Нижегородская область            |
| до 90 кг          | Сергей Лоповок Свердловская область    | Аслан Унашхотлов Кабардино-Балкария  | Сергей Меньшиков Максим Неганов Москва                                    |
| до 100 кг         | Евгений Исаев Пермский край            | Руслан Гасымов Санкт-Петербург       | Сергей Алеханов Татарстан Дмитрий Кабанов Москва                          |
| свыше 100 кг      | Мурат Хасанов Адыгея                   | Сурен Балачинский Москва             | Эдуард Схашок Адыгея Адам Делок Адыгея                                    |